# فدرال هایتس (کلرادو)
فدرال هایتس (به انگلیسی: Federal Heights) شهری در ایالت کلرادو کشور ایالات متحده آمریکا است که جمعیت آن در سرشماری سال ۲۰۱۰ میلادی، ۱۱٬۴۶۷ نفر بوده‌است.